# 勐果河
勐果河，是中国长江流域的一条河流，汇入金沙江右岸，属于金沙江水系。河长89千米，流域面积1737平方千米，年均流量17立方米每秒。自然落差1482米。水能理论蕴藏量11万千瓦。